# توکتاراوو
توکتاراوو (انگلیسی: Toktarovo) یک شهرک در شهرستان میشکینسکی استان باشقیرستان کشور روسیه است.